# Vương tử Carl Philip, Công tước xứ Värmland
Vương tử Carl Philip, Công tước xứ Värmland (Carl Philip Edmund Bertil, sinh ngày 13 tháng 5 năm 1979) là người con thứ hai và là con trai duy nhất của Vua Carl XVI Gustaf và Vương hậu Silvia. Ông hiện đứng thứ 4 trong dòng kế vị ngai vàng của Vương quốc Thụy Điển sau chị gái là Thái nữ Victoria, Nữ Công tước xứ Västergötland cùng hai người cháu là Vương tôn nữ Estelle, Nữ Công tước xứ Östergötland và Vương tôn Oscar, Công tước xứ Skane. Ông cũng là cha đỡ đầu của Vương tôn nữ Estelle.

## Tiểu sử
Carl Philip chào đời ngày 13 tháng 5 năm 1979 tại Cung điện Stockholm, Thụy Điển là người con thứ 2 và cũng là con trai duy nhất trong số 3 người con của Vua Carl XVI và Vương hậu Silvia. Ông được làm lễ rửa tội tại Nhà nguyện Hoàng gia Stockholm vào ngày 31 tháng 8 năm 1979.
Thụy Điển vào thời điểm ông ra đời danh sách thừa kế vẫn còn ưu tiên nam giới, vì là con trai của Quốc vương Thụy Điển từ khi sinh ra ông đã đứng thứ nhất trong dòng kế thừa ngai vàng, đến ngày 1 tháng 1 năm 1980 Hiến pháp Thụy Điển thay đổi chính thức có hiệu lực, dòng kế thừa ưu tiên người con trưởng và không phân biệt giới tính. Ngày 31 tháng 12 năm 1979 vị trí của ông được chuyển qua cho chị gái ông, và đứng thứ hai trong dòng kế vị sau chị gái là Thái nữ Victoria của Thụy Điển người sẽ đứng thứ nhất trong dòng kế vị, tước hiệu là Thái tử Thụy Điển của ông đã kết thúc trong 7 tháng đầu đời và không còn là người thừa kế ấn định nữa.

## Danh hiệu
- 13 tháng 5 năm 1979 – 31 tháng 12 năm 1979: His Royal Highness The Crown Prince Carl Phillip of Sweden, Duke of Värmland (Thái tử Carl Phillip của Thụy Điển, Công tước xứ Värmland Điện hạ)
- 1 tháng 1 năm 1980 – nay: His Royal Highness Prince Carl Phillip of Sweden, Duke of Värmland (Vương tử Carl Phillip của Thụy Điển, Công tước xứ Värmland Điện hạ)

## Liên kết
- Royal House of Sweden Lưu trữ ngày 26 tháng 3 năm 2009 tại Wayback Machine
- The Royal Court of Sweden: Prince Carl Philip
- Bernadotte and Galliera princely inheritance (bằng tiếng Thụy Điển)